# Monika Michałów
Monika Michałów z d. Aleksandrowicz (ur. 22 grudnia 1988 w Łomży) – polska piłkarka ręczna, lewa rozgrywająca, od 2015 do 2019 roku zawodniczka AZS-u Koszalin.

## Kariera sportowa
Wychowanka Dwójki Łomża, następnie zawodniczka SMS-u Gliwice. W latach 2007–2010 grała w Vistalu Łączpol Gdynia. W sezonie 2008/2009, w którym zdobyła 155 bramek w 31 meczach, zajęła 3. miejsce w klasyfikacji najlepszych strzelczyń Ekstraklasy. Przez większość sezonu 2009/2010 pauzowała z powodu operacji barku. W latach 2010–2015 była zawodniczką Startu Elbląg. W 2015 przeszła do AZS-u Koszalin. W sezonie 2016/2017 rozegrała w Superlidze 31 meczów, w których zdobyła 108 bramek.
W 2007 wraz z młodzieżową reprezentacją Polski wystąpiła w mistrzostwach Europy U-19 w Turcji, podczas których zdobyła 13 bramek w siedmiu meczach.
W reprezentacji Polski seniorek zadebiutowała 5 marca 2009 w przegranym meczu towarzyskim z Ukrainą (30:34), w którym rzuciła dwie bramki. W 2009 zagrała jeszcze w kilku innych spotkaniach kontrolnych kadry narodowej, m.in. w czerwcu uczestniczyła w dwóch turniejach towarzyskich w Chinach, a we wrześniu zagrała w dwumeczu z Turcją (28:20, 20:28), w którym rzuciła cztery gole. Do gry w reprezentacji powróciła w marcu 2017, występując w turnieju w Gdańsku, w którym zdobyła osiem bramek w trzech spotkaniach. W grudniu 2017 znalazła się w 17-osobowej kadrze Polski na mistrzostwa świata w Niemczech, pozostając początkowo poza składem meczowym. Przed spotkaniem 4. kolejki fazy grupowej z Węgrami (7 grudnia 2017) zastąpiła w składzie Joannę Kozłowską. Wystąpiła następnie w czterech meczach, zdobywając dwie bramki.
W 2012 wraz z akademicką reprezentacji Polski zdobyła brązowy medal akademickich mistrzostw świata, które odbyły się w Brazylii.
W 2019 roku ogłosiła koniec kariery sportowej.

## Sukcesy
Indywidualne
- 3. miejsce w klasyfikacji najlepszych strzelczyń Ekstraklasy: 2008/2009 (155 bramek; Vistal Łączpol Gdynia)[4]
- Uczestniczka meczu gwiazd Ekstraklasy (22 maja 2009; rzuciła trzy bramki dla Północy)[14]
- Najlepsza sportsmenka Gdyni w 2008[15]

Akademicka reprezentacja Polski
- 3. miejsce w akademickich mistrzostwach świata: 2012[12]